# Rügen (Erdbeere)
‘Rügen’ ist die älteste Sorte der Gartenerdbeere (Fragaria ×ananassa). Sie wurde in der Schlossgärtnerei Putbus auf der Insel Rügen gezüchtet, ist aus einer roten, rankenlosen Monatserdbeere als Sämling entstanden und seit dem Jahr 1910 im Handel erhältlich. 

## Beschreibung

### Erscheinungsbild
Die Pflanze der Sorte ‘Rügen’ wächst mittelstark, bildet dicht geschlossene, aufrechte und gleichmäßige „Hochbüsche“ ohne Ausläufer.

### Blätter
Die Laubblätter der Sorte ‘Rügen’ sind klein, hell- bis mittelgrün, wenig glänzend, zart und die Oberseite ist regelmäßig wellig. Der Blattstiel ist sehr lang, dünn und fein behaart. Das mittlere Fiederblatt ist viel länger als breit, die Randeinschnitte sind spitz und tief gesägt. 

### Blüte
Die Blüten sind sehr klein, Kelch und Krone sind gleich groß, die Kronblätter sind frei. Die Blüten stehen meist über dem Laub.  

### Frucht
Die Früchte der Sorte ‘Rügen’ sind klein, spitz- und kegelförmig. Sie werden mittel- bis dunkelrot und glänzend. Die Fruchtspitze ist vor der Vollreife gelbgrün und die Samen sind aufsitzend, engstehend und gelblich bis dunkler als die Fruchtfarbe. Der Kelch ist aufsitzend und die Kelchblätter sind anliegend bis leicht abstehend. Der Geschmack ist süßsäuerlich und aromatisch. Die überreifen Früchte sind saftig, sehr weich und haben ein Walderdbeeraroma.

## Krankheiten
Die Sorte ‘Rügen’ ist sehr anfällig für Mehltau.